# 라피노
라피노(이탈리아어: Rapino)는 이탈리아 아브루초주 키에티도에 있는 코무네이다.